# Hilbesheim
Hilbesheim és un municipi francès, situat al departament del Mosel·la i a la regió del Gran Est. L'any 2007 tenia 600 habitants.

## Demografia

### Població
El 2007 la població de fet de Hilbesheim era de 600 persones. Hi havia 205 famílies, de les quals 32 eren unipersonals (12 homes vivint sols i 20 dones vivint soles), 63 parelles sense fills, 106 parelles amb fills i 4 famílies monoparentals amb fills.
La població ha evolucionat segons el següent gràfic:
Habitants censats

### Habitatges
El 2007 hi havia 224 habitatges, 211 eren l'habitatge principal de la família i 13 estaven desocupats. 215 eren cases i 8 eren apartaments. Dels 211 habitatges principals, 191 estaven ocupats pels seus propietaris, 16 estaven llogats i ocupats pels llogaters i 4 estaven cedits a títol gratuït; 1 tenia dues cambres, 5 en tenien tres, 29 en tenien quatre i 176 en tenien cinc o més. 182 habitatges disposaven pel capbaix d'una plaça de pàrquing. A 71 habitatges hi havia un automòbil i a 125 n'hi havia dos o més.

### Piràmide de població
La piràmide de població per edats i sexe el 2009 era:
| Homes | Edats   | Dones |
| ----- | ------- | ----- |
| 0     | 95 o +  | 0     |
| 0     | 90 a 94 | 0     |
| 0     | 85 a 89 | 0     |
| 8     | 80 a 84 | 4     |
| 4     | 75 a 79 | 0     |
| 4     | 70 a 74 | 16    |
| 12    | 65 a 69 | 20    |
| 24    | 60 a 64 | 16    |
| 12    | 55 a 59 | 12    |
| 20    | 50 a 54 | 12    |
| 28    | 45 a 49 | 20    |
| 20    | 40 a 44 | 16    |
| 28    | 35 a 39 | 24    |
| 16    | 30 a 34 | 20    |
| 4     | 25 a 29 | 12    |
| 12    | 20 a 24 | 16    |
| 28    | 15 a 19 | 12    |
| 16    | 10 a 14 | 12    |
| 36    | 5 a 9   | 16    |
| 4     | 0 a 4   | 8     |

## Economia
El 2007 la població en edat de treballar era de 371 persones, 270 eren actives i 101 eren inactives. De les 270 persones actives 255 estaven ocupades (143 homes i 112 dones) i 15 estaven aturades (6 homes i 9 dones). De les 101 persones inactives 34 estaven jubilades, 36 estaven estudiant i 31 estaven classificades com a «altres inactius».

### Ingressos
El 2009 a Hilbesheim hi havia 217 unitats fiscals que integraven 619 persones, la mediana anual d'ingressos fiscals per persona era de 18.250 €.

### Activitats econòmiques
Dels 10 establiments que hi havia el 2007, 1 era d'una empresa alimentària, 1 d'una empresa de fabricació d'altres productes industrials, 3 d'empreses de construcció, 1 d'una empresa de comerç i reparació d'automòbils, 2 d'empreses financeres, 1 d'una empresa de serveis i 1 d'una empresa classificada com a «altres activitats de serveis».
Dels 5 establiments de servei als particulars que hi havia el 2009, 1 era una oficina bancària, 1 paleta, 2 fusteries i 1 saló de bellesa.
L'únic establiment comercial que hi havia el 2009 era una fleca.
L'any 2000 a Hilbesheim hi havia 15 explotacions agrícoles que ocupaven un total de 378 hectàrees.

## Equipaments sanitaris i escolars
El 2009 hi havia una escola elemental integrada dins d'un grup escolar amb les comunes properes formant una escola dispersa.

## Poblacions més properes
El següent diagrama mostra les poblacions més properes.